# Pius Wittelsbach (książę w Bawarii)
Pius August Wittelsbach (ur. 1 sierpnia 1786 w Landshut, zm. 3 sierpnia 1837 w Bayreuth) – książę w Bawarii (Herzog in Bayern).
Syn Wilhelma, księcia w Bawarii i Anny Marii, księżniczki Palatynatu-Birkenfeld. Jego dziadkami byli: Jan Wittelsbach i Zofia Charlotta Salm-Dhaun oraz Fryderyk Michał Wittelsbach i Maria Franciszka Wittelsbach.
26 maja 1807 ożenił się z Amalią Luizą, księżniczką Arenbergu (1789-1823), para miała jednego syna Maksymiliana.
W 1815 roku został honorowym członkiem Bawarskiej Akademii Nauk.